# Zoologischer Garten (metropolitana di Berlino)

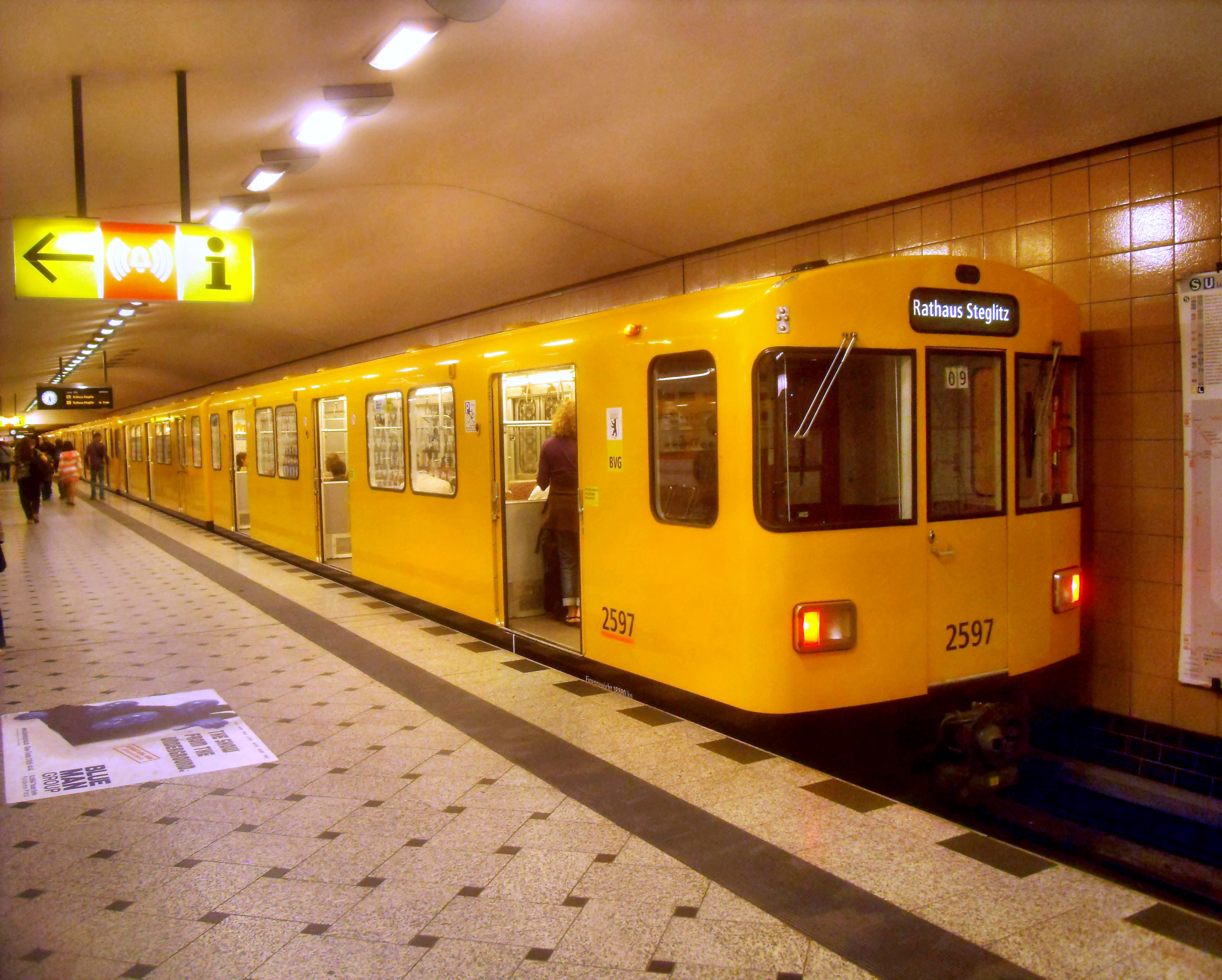
linea U9 - La banchina di accesso alle vetture (nell'immagine un'automotrice di BVG serie F-76) viaggianti in direzione della stazione capolinea di Rathaus Steglitz (fotografia scattata il 7 agosto 2010).

La stazione di Zoologischer Garten è una stazione sotterranea della metropolitana di Berlino, posta all'incrocio delle linee U2 e U9.
È posta sotto tutela monumentale (Denkmalschutz).

## Interscambi
- Stazione ferroviaria di Berlino Giardino Zoologico[3])
- Fermata dell'autobus